# باتريك هيرمان (لاعب كرة قدم)
باتريك هيرمان (بالألمانية: Patrick Herrmann)‏ هو لاعب كرة قدم ألماني، ولد في 16 مارس 1988 في ألمانيا. لعب مع نادي أوسنابروك ونادي فولفسبورغ وهانوفر 96 وهولشتاين كيل.

## وصلات خارجية
- باتريك هيرمان (لاعب كرة قدم) على موقع قاعدة بيانات كرة القدم.إي يو (الإنجليزية)
- باتريك هيرمان (لاعب كرة قدم) على موقع قاعدة بيانات كرة القدم.إي يو (الإنجليزية)
- باتريك هيرمان (لاعب كرة قدم) على موقع بيانات كرة القدم. دي إي (الألمانية)
- باتريك هيرمان (لاعب كرة قدم) على موقع Soccerway.com (الإنجليزية)
- باتريك هيرمان (لاعب كرة قدم) على موقع عالم كرة القدم.نت (الإنجليزية)